# Les Martyrs de la Chartreuse de Londres
Les dits martyrs de la chartreux de Londres sont des moines anglais appartenant à l'Ordre des Chartreux, pour la plupart membres de la prestigieuse Chartreuse de Londres mis à mort entre le 4 mai 1535 et le 20 septembre 1537 par Henri VIII par avoir refusé de signer l'acte de suprématie.

## Leur histoire
Ordre monastique connu pour son austérité, ses moines, et ses prieurs en particulier, jouissaient encore d'un grand prestige et d'une certaine autorité morale dans la société anglaise du début du XVIe siècle. Au moment où Henri VIII, en conflit avec le pape décide de se proclamer chef suprême de l'Église dans son royaume, demanda à tous les clercs anglais de le reconnaître ainsi, une partie de ces moines refusent. Une sorte de bras de fer commença avec la monarchie, d'abord avec les prieurs, dont celui de la Chartreuse de Londres puis avec les moines eux-mêmes. Emprisonnés, parfois torturés, beaucoup finissent par signer l'acte de suprématie. Mais l'exécution des prieurs et enfin la décision de fermer les monastères et de confisquer les biens des moines entraîna une nouvelle forme de résistance. Le résultat fut l'emprisonnement des moines et leurs exécutions.
Le groupe des martyrs de la Chartreuse de Londres se composent au total d'une trentaine de moines, prêtres et frères. Dans la liste sont inclus des moines venant d'autres Chartreuses anglaises en particulier celles de Beauvale, de Hull et d'Axholme.

## Jugement et exécution
Par leur opposition au roi, les moines récalcitrant furent jugés pour Haute trahison. Condamnés à mort ils sont exécutés selon le supplice réservé aux traîtres à savoir la pendaison, l'éviscération alors qu'ils sont encore vivants, puis l'écartèlement. Plusieurs moines échappent au supplice et sont laissés mourir de faim et de mauvais traitements dans leur prison.

## Les quatre groupes de martyrs

### Le premier groupe de martyrs

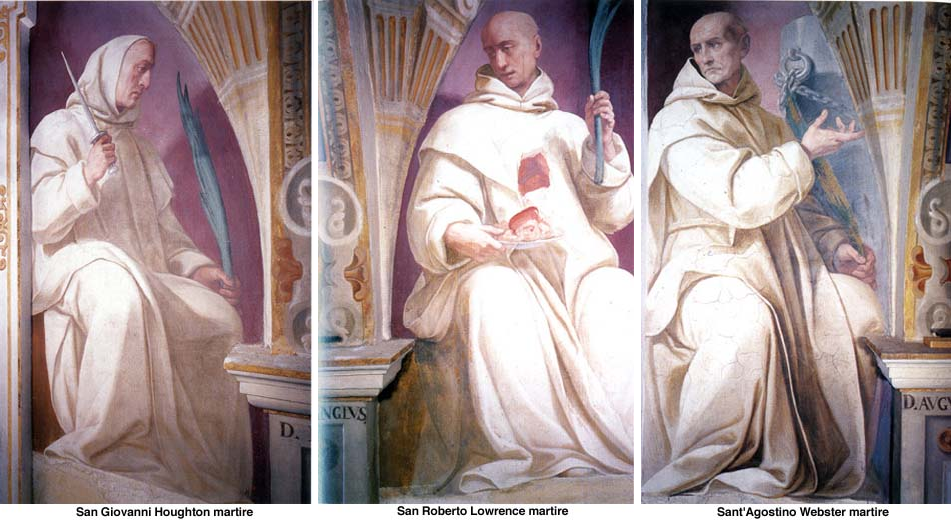
Portraits des saints John Houghton, Robert Lawrence et Augustine Webster

Le 4 mai 1535, les autorités envoyèrent à la mort à Tyburn un premier groupe de Chartreux. Il s'agissait de John Houghton, prieur de la même Chartreuse, Robert Lawrence et Augustine Webster, respectivement prieurs de Beauvale et de Axholme, ainsi que le prieur d'un monastère Brigittin, Richard Reynolds et d'un prêtre séculier John Haile.

### Le second groupe de martyrs

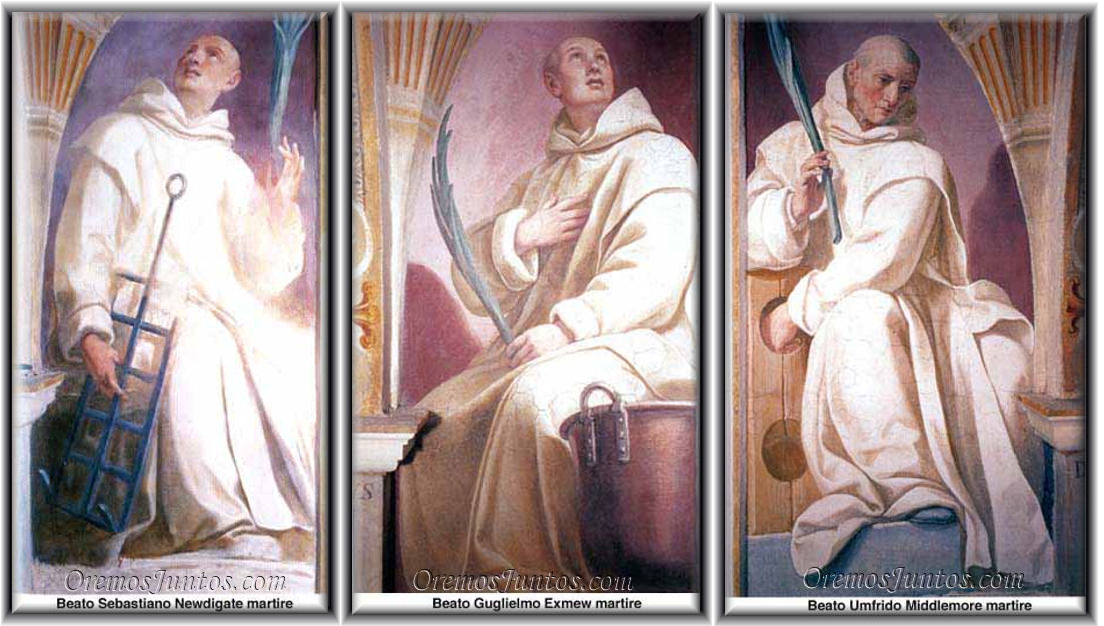
Portraits of Blesseds Sebastian Newdigate, William Exmew, and Humphrey Middlemore from the Certosa di Bologna

Un peu plus d'un mois plus tard, c'est au tour de Humphrey Middlemore, qui est alors le procurateur du monastère ou autrement dit celui en charge des affaires matérielles, William Exmew et Sebastian Newdigate d'être exécutés. Ils sont gardés en prison et torturés pendant 13 jours. Refusant de céder aux pressions ils sont eux-aussi emmenés sur le lieu de leur exécution à Tyburn le 19 juin.
L'histoire voulue que Sébastien Newdigate était un ami personnel d'Henri VIII, qui lui rendit visite à deux reprises en prison pour le persuader de céder, en vain.

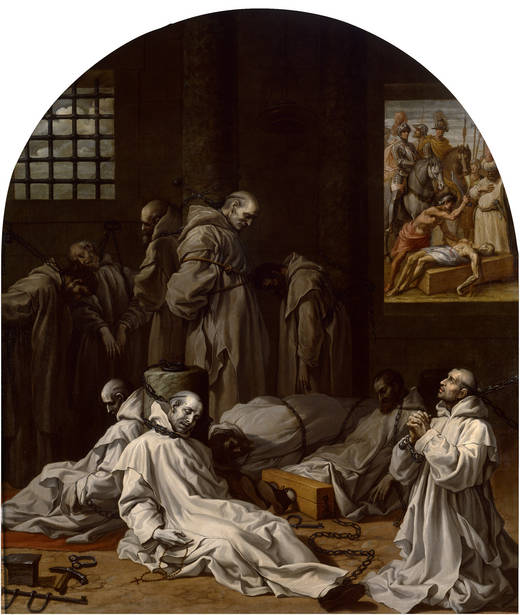
Vicente Carducho. « Prison et mort des morts de la caravane de Londres » (1632). La Chartreuse de Paular - Musée du Prado

### Le troisième groupe de martyrs

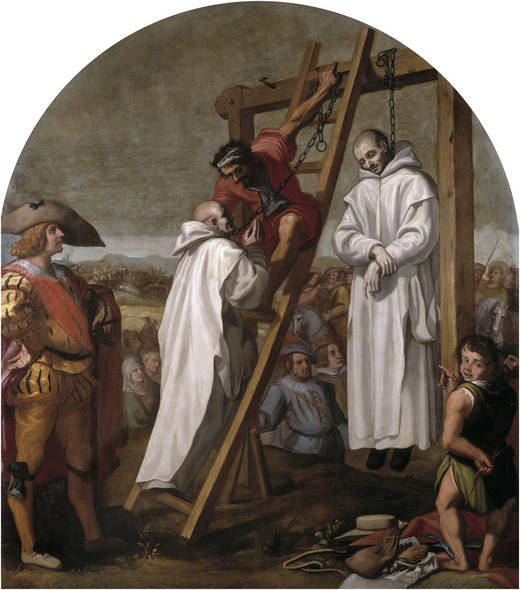
Vicente Carducho. Martyrs des pères John Rochester et James Walworth.

Le 11 mai 1537, sont exécutés John Rochester et James Walworth, membres de la Chartreuse de St. Michael à Hull dans le Yorkshire.

### Le quatrième groupe de martyrs
Le 18 mai 1537, 20 prêtres charteux et 18 frères convers restés dans la Chartreuse de Londres sont une nouvelle fois tenus de se conformer et d'accepter le serment de suprématie. Si la majorité finit par accepter, Thomas Johnson, Richard Bere, Thomas Green et John Davy refusent. Incarcérés, ils sont condamnés à mort et exécutés.
Richard Bere était le fils d'un paysan travaillant sur les terres des moines et neveu d'un autre Richard Bere, abbé de Glastonbury (1493–1525). Après avoir abandonné ses études de droit, il devient chartreux en février 1523. Quant à Thomas Green (Il se peut qu'il soit en fait Thomas Greenwood) il était docteur en Théologie, licencié de l'Université d'Oxford et de Cambridge en 1511, membre du St John's College de Cambridge avant de se faire moine.

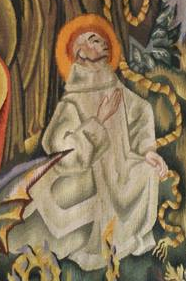
Bienheureux Richard Bere. Détail d'une tapisserie de l'église catholique Notre-Dame de Glastonbury

De même, les frères Robert Salt, William Greenwood, Thomas Redyng, Thomas Scryven, Gautier Pierson et William Horne, tous simples frères (donc non prêtre) refusent de se conformer. Ils sont emprisonnés et laissés mourir de faim et du typhus dans la prison de Newgate. Le frère convers William Greenwood serait mort le premier, le 6 juin, puis deux jours plus tard, John Davy, le 8 juin. Robert Salt décède le 9 juin, Gautier Pierson et Thomas Green le 10 juin, et finalement Thomas Scryven et Thomas Redyng les 15 juin et 16 juin, respectivement. Quant à Richard Bere il ne meurt que le 9 août et Thomas Johnson que le 20 septembre. Ces derniers auraient reçu une sorte de traitement de faveur ou plutôt auraient reçu provisoirement de l'aide de l'extérieur avant que le roi ne s'étonne que certains moines soient encore en vie et ordonne une plus stricte surveillance.

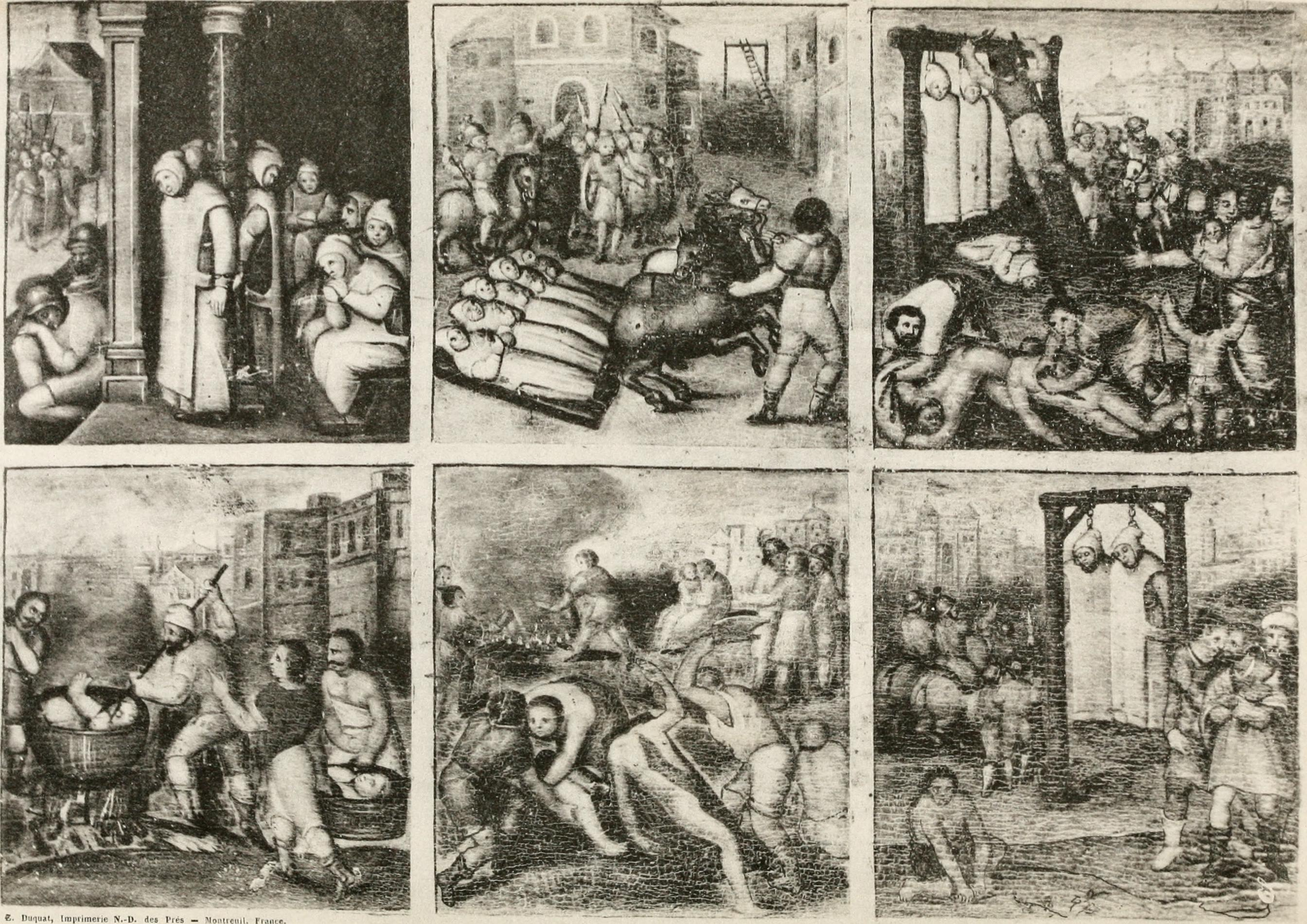
Les martyrs de la Chartreuse de Londres (les Chartreux laissés mourir de faim - sur le bord supérieur gauche)

## Vénération
Si tous furent béatifiés en 1886 par Léon XIII, Houghton, Lawrence, and Webster seront par ailleurs canonisés par Paul VI en 1970. Une plaque commémorative sur la place de dite de la maison des Chartreux (Charterhouse place) à Londres fut érigée. Une cérémonie religieuse commémorative est organisée chaque année au cimetière des martyrs le 4 mai, date de l'exécution de John Houghton.

### Dans l'art
Faisant l'objet de dévotions par les Catholiques, les martyrs furent représentés en peinture. Le peintre italien Vincente Carducho reçut une commande des moines de la Chartreuse d'El Paular en Espagne pour décorer leur cloître. 54 toiles de ces saints et bienheureux furent produites,.